# Ounnana
Ounnana (franska: Ounnana (CR), Ounnana (Commune Rurale), arabiska: زيايدة) är en kommun i Marocko.   Den ligger i provinsen Ouezzane och regionen Tanger-Tétouan-Al Hoceïma, i den nordöstra delen av landet, 150 km nordost om huvudstaden Rabat. Antalet invånare är 13 627.